# Rákosi vasúti baleset
A rákosi vasúti baleset során 1952. június 4-én hibás váltóállítás következtében két vonat összeütközött Rákos vasútállomásnál.  

## Története
1952. június 4-én 18.48-kor a helytelen váltóállás miatt az állomásról kifelé tartó 2541. számú mendei személyvonat belerohant az 5528. számú, Keleti pályaudvarról érkező személyvonatba. A szerencsétlenségnek 23 halálos áldozata és 122 sérültje volt (38 súlyos, 8 könnyebb és 76 elsősegélyben részesített). A baleset világos, tiszta időben történt.

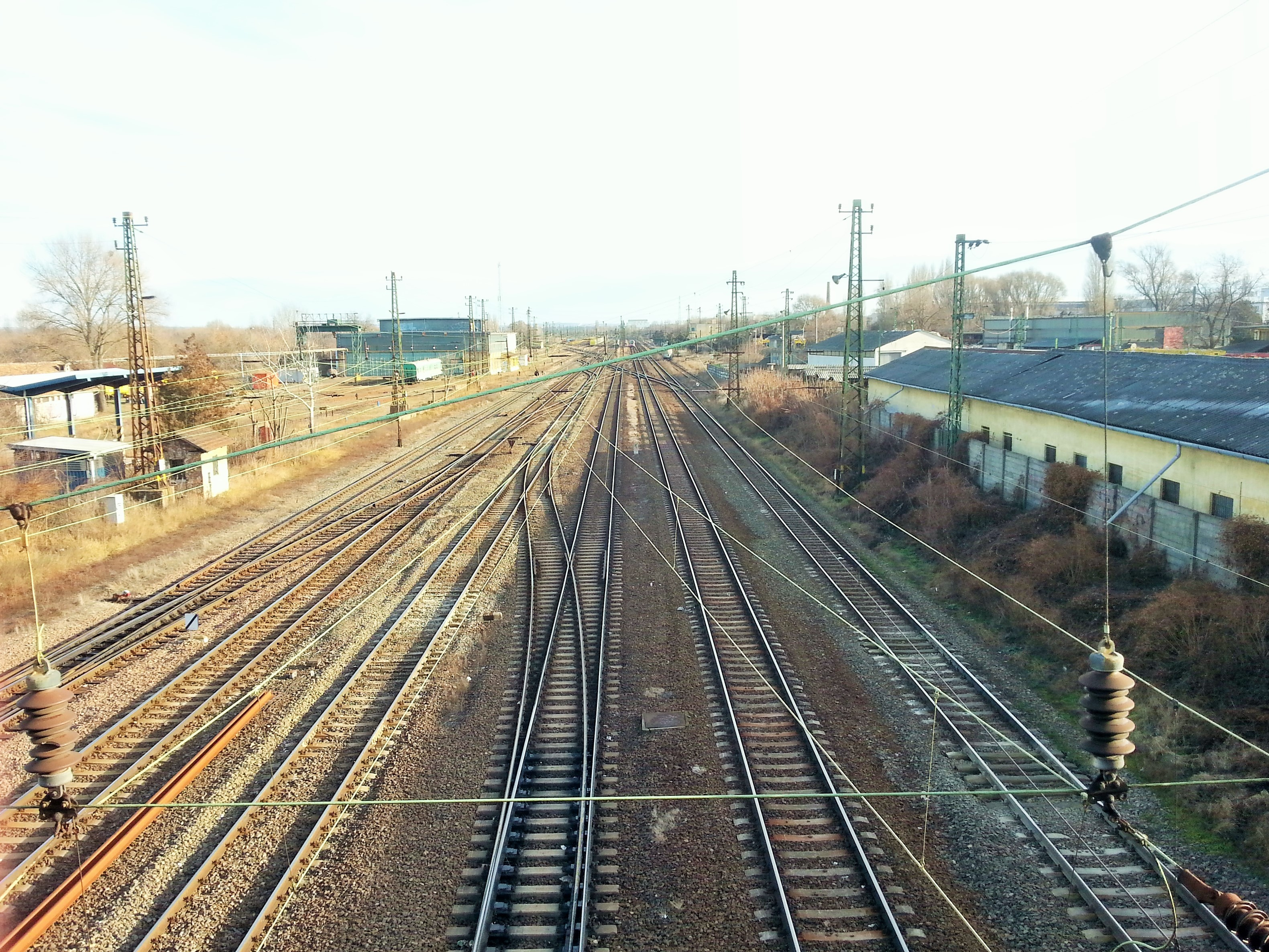
Rákos vasútállomás a Keleti pályaudvar felől. Részben ezen a területen történt a baleset

Az anyagi kárt a két megrongálódott mozdonyra és a két összetört és további nyolc megsérült vasúti kocsira 2-300 ezer forintra, a pályatestben keletkezett kárt 1500 forintra becsülték.
Az Államvédelmi Hatóság szinte azonnal megjelent a helyszínen, és „politikai bűntettet” sejtve pillanatok alatt őrizetbe vette a váltókezelőket.
Vasvári Rezső és Molnár János váltókezelőket rögtönítélő bíróság elé állították, és az eset után alig két nappal később el is ítélték. Vasvárit életfogytiglanra és teljes vagyonelkobzásra, Molnárt pedig halálra ítélték és ugyancsak teljes vagyonelkobzásra. Molnár június 24-én kegyelmet kapott, s neki is életfogytig tartó szabadságvesztésre módosították büntetését. Mindketten az 1956-os forradalom eseményei alatt szabadultak. A forradalom előtt egy hónappal Vasvárinak 10 évre csökkentették a büntetését, amit a forradalom utáni zűrzavarban adminisztrációs hibából nem kellett folytatnia. Ez csak 1968 januárjában derült ki, de végül nem kellett bevonulnia, 1969-ben kegyelemben részesült. Molnár 1957-ben önként jelentkezett folytatni a büntetését, őt 1960-ban engedték ki, 1963-ban pedig a MÁV-hoz is visszatérhetett, ahonnan 1965-ben vonult nyugdíjba, miután az év elején kegyelemben részesült a mellékbüntetések alól, ezzel megnyitva az utat, hogy a közel 30 évnyi vasúti szolgálati idejét beszámíttathassa és jogosulttá váljon visszavonulni.
Ugyan a forgalmi szolgálattevő is hibázott, mert kicsit korán engedte ki a vonatot, de őt nem vonták felelősségre. Az állomásfőnök 1000 forint pénzbüntetést, lefokozást, áthelyezést és 5 évig alacsonyabb fizetésű beosztást kapott. A 2541-es számú vonat személyzetét szintén megbüntették, a mozdonyvezető is 1000 forintos pénzbírságot és áthelyezést kapott, a fűtő 50%-os fizetéscsökkentést és két évig egy fizetési fokozattal lentebb sorolást.
A balesetet hamar elhomályosította egy másik, szinte ugyanolyan szerencsétlenség, ami alig hat hónappal később, 1952 karácsonyán történt Buda belvárosában, a császárfürdői vasúti baleset.